# Ланьцут (табір військовополонених)
Ланцут — табір військовополонених та інтернованих у Підкарпатському воєводстві Польщі.
В 1918—21 роках в таборі Ланцут перебували полонені, інтерновані військові зі складу Української Галицької армії та Армії Української Народної Республіки, а також інтерновані цивільні зі Східної Галичини.
1918 тут розмішувалися також полонені українці з російської армії (близько 10 тис.), а також вояки сформованої і підправленої в Україну Сірої дивізії.
Восени 1919 в табір були скеровані близько 900 інтернованих вояків-галичан і Корпусу січових стрільців полковника Є.Коновальця.
Від кінця 1919 з інтернованих українських військовиків почали формувати частини Армії УНР, зокрема 6-ту Січову дивізію полковника М.Безручка, для участі в поході на Київ навесні 1920.
Умови мешкання в таборі полонених та інтернованих українців були важкими: у лютому 1920 з 3320 старшин і козаків половина були хворими або виснаженими від голоду, 425 осіб померли (їхні тіла поховали на меморіальному військовому цвинтарі; 1974 зруйнований польською владою).
Весною 1920 в таборі засновано Збірну станицю для вербування і вишколу вояків для Армії УНР, у ній пройшли підготовку близько 10 тис. бійців і командирів.
Після підписання Ризького мирного договору між РСФРР і УНР та Польщею в таборі були розмішені: інтерновані частини 5-ї Херсонської дивізії полковника А.Долуда, запасні армійські частини генерал-хорунжого Н.Никоніва, Спільна юнацька (старшинська) школа (400 курсантів) генерал-хорунжого М.Шаповала, Окремий кордонний корпус генерал-хорунжого О.Пилькевича, а також загал цивільних осіб.
Незважаючи на табірні обмежені свободи й незадовільні побутові умови, у таборі було організовано культурно-освітнє життя. Тут діяли: Український народний університет (близько 600 слухачів) на чолі з професорами І.Огієнком, І. Свенціцьким, О. Колессою, В. Щуратом, генералами С.Дядюшою, І.Мартинюком та ін., гімназія, бібліотека, літературно-мистецькі об'єднання. Тут був створений (згодом став всесвітньо відомим) хор сотника Д.Котка. Зусиллями письменників М. Вороного, Є.Маланюка, В.Біднова та ін. організовано видання таборових часописів «Наша зоря», «Промінь», «Будяк».
1921 військові частини Армії УНР були передислоковані в табір Стшалково.